# Esqui estilo livre nos Jogos Olímpicos de Inverno de 1994
O esqui estilo livre nos Jogos Olímpicos de Inverno de 1994 consistiu de quatro eventos realizados na Kanthugen Freestyle Arena em Lillehammer, na Noruega. O aerials que havia sido evento de demonstração em 1992 passou a integrar o programa oficial, contando para o quadro de medalhas, a partir dessa edição.

## Medalhistas
Masculino
| Evento           | Ouro                           | Prata                        | Bronze                     |
| ---------------- | ------------------------------ | ---------------------------- | -------------------------- |
| Aerials detalhes | Andreas Schönbächler SUI Suíça | Philippe LaRoche CAN Canadá  | Lloyd Langlois CAN Canadá  |
| Moguls detalhes  | Jean-Luc Brassard CAN Canadá   | Sergey Shupletsov RUS Rússia | Edgar Grospiron FRA França |

Feminino
| Evento           | Ouro                             | Prata                                 | Bronze                             |
| ---------------- | -------------------------------- | ------------------------------------- | ---------------------------------- |
| Aerials detalhes | Lina Cheryazova UZB Uzbequistão  | Marie Lindgren SWE Suécia             | Hilde Synnøve Lid NOR Noruega      |
| Moguls detalhes  | Stine Lise Hattestad NOR Noruega | Elizabeth McIntyre USA Estados Unidos | Yelizaveta Kozhevnikova RUS Rússia |

## Quadro de medalhas
| Ordem | País               | Medalha de ouro | Medalha de prata | Medalha de bronze |    |
| ----- | ------------------ | --------------- | ---------------- | ----------------- | -- |
| 1     | CAN Canadá         | 1               | 1                | 1                 | 3  |
| 2     | NOR Noruega        | 1               |                  | 1                 | 2  |
| 3     | SUI Suíça          | 1               |                  |                   | 1  |
| 3     | UZB Uzbequistão    | 1               |                  |                   | 1  |
| 5     | RUS Rússia         |                 | 1                | 1                 | 2  |
| 6     | USA Estados Unidos |                 | 1                |                   | 1  |
| 6     | SWE Suécia         |                 | 1                |                   | 1  |
| 8     | FRA França         |                 |                  | 1                 | 1  |
| TOTAL | TOTAL              | 4               | 4                | 4                 | 12 |